# Astragalus cryptanthus
Astragalus cryptanthus es una especie de planta del género Astragalus, de la familia de las leguminosas, orden Fabales.

## Distribución
Astragalus cryptanthus se distribuye por Chile (Tarapacá), Bolivia (Cochabamba, La Paz y Potos) y Perú.

## Taxonomía
Fue descrita científicamente por Wedd. Fue publicada en Chlor. Andina 2: 259 (1861).